# Katharinenkirche (Neipperg)

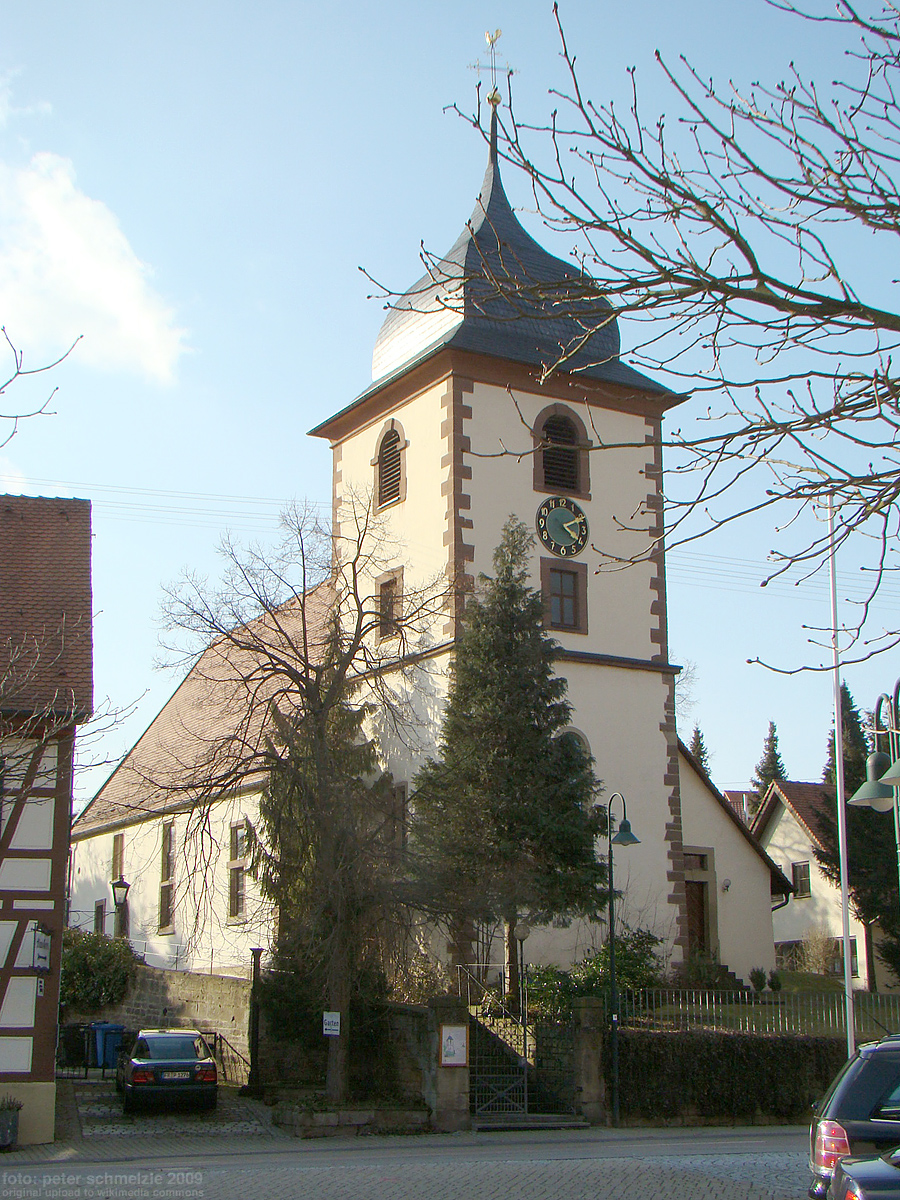
Katharinenkirche in Neipperg

Die Katharinenkirche ist eine evangelische Pfarrkirche in Neipperg, einem Ortsteil von Brackenheim im Landkreis Heilbronn im nördlichen Baden-Württemberg.

## Geschichte
Die Kirche geht auf eine ältere, der Heiligen Katharina geweihten Kapelle zurück, die eine Filialkapelle der Martinskirche in Meimsheim war und 1476 zur eigenständigen Pfarrkirche erhoben wurde. Das Patronatsrecht lag bis nach dem Ersten Weltkrieg bei der einstigen Ortsherrschaft, den Herren von Neipperg, die um 1530 die Reformation innerhalb ihres Einflussbereichs durchgeführt hatten. Die Kirche war weiterhin evangelisch geblieben, als die Neipperger Freiherren und späteren Grafen um 1717 wieder katholisch wurden. Die Pfarrei kam im Zuge der Mediatisierung zu Beginn des 19. Jahrhunderts zunächst an das Dekanat Heilbronn, 1812 an das Dekanat Brackenheim.
Der Turm erhielt bei einem Umbau 1745 seine charakteristische Helmkappe, gleichzeitig wurden die gesamte Kirche instand gesetzt und eine Orgel beschafft. Die Kirche wurde seitdem verschiedentlich renoviert. Bedeutende Veränderungen fanden insbesondere bei der Renovierung von 1938/39 durch die Architekten Behr und Oelkrug statt, deren Ergebnis als „sehr geschmackvoll“ bezeichnet wird und dem Inneren der Kirche seine heutige Anordnung brachte. 1980 wurde die Kirche außen gründlich erneuert, 1989 wurde das Innere renoviert.

## Beschreibung
Die Kirche ist eine schlichte Chorturmkirche im Stil der Spätgotik. Sie liegt im Westen des historischen Ortskerns im alten Friedhof, ihr viereckiger Chorturm ist nach Osten ausgerichtet, nach Westen schließt das Kirchenschiff an. Nach Norden ist an den Turm eine Sakristei angebaut. An äußerem Bauschmuck ist der im Stil der Gotik verzierte steinerne Westgiebel zu nennen.
Der Chorraum hat ein Netzgewölbe, das Kirchenschiff hat ein hölzernes Tonnengewölbe, ebenso die Sakristei. Im Chor befindet sich ein gotisches steinernes Sakramentshaus. Die aus dem 18. Jahrhundert stammende Kanzel an der Nordwand des Gebäudes zeigt Stuckreliefs aus der biblischen Geschichte, an der Brüstung der im Westen und Norden umlaufenden hölzernen Empore sind Stuckbilder der zwölf Apostel angebracht. Das hölzerne Kruzifix über dem Altar stammt aus dem frühen 16. Jahrhundert, der Taufstein wurde bereits um 1700 erwähnt.
In der Kirche sind verschiedene historische Epitaphe der Herren und Grafen von Neipperg erhalten, darunter ein auf 1606 datiertes gemaltes Epitaph sowie mehrere Grabmäler aus Sandstein. Ein besonders schmuckvolles Grabdenkmal für Eberhard XI. von Neipperg († 1591) wurde jedoch bereits 1886 wegen Baufälligkeit abgerissen.
Eine Orgel wurde anlässlich der Renovierungsmaßnahmen 1745 angeschafft, der Orgelprospekt der heutigen Orgel geht noch auf das historische Instrument zurück, das 1939 auf die Westempore verbracht wurde. Das Instrument wurde 1933 überholt und 1949 neu gestimmt, war jedoch durch Wurmfraß so geschädigt, dass 1962 die Erneuerung unvermeidlich war. 1964 wurde eine neue Orgel mit dem restaurierten Orgelprospekt des historischen Instruments eingeweiht.
Als Turmuhr diente bis 1965 eine historische Uhr von 1751, danach gab es einige Jahre eine elektrische Uhr, bis 1987 die heutige funksynchronisierte elektronische Haupt-Quarzuhr installiert wurde.

## Glocken
Die Kirche hatte ursprünglich wohl nur eine Glocke, 1732 kam eine zweite Glocke hinzu. Beide Glocken wurden im Lauf des 19. Jahrhunderts erneuert, 1895 kam eine dritte Glocke hinzu. 1917 mussten die beiden größeren Glocken abgeliefert werden, sie wurden 1920 durch neue Glocken ersetzt, die wiederum 1942 abgeliefert werden mussten.
Nach dem Zweiten Weltkrieg wurde ein neues dreistimmiges Geläut angeschafft, wofür neben zwei neuen Glocken  auch die verbliebene alte Glocke von 1824 umgegossen wurde. Die neuen Glocken wurden 1953 bei Heinrich Kurtz in Stuttgart gegossen. Die kleine Glocke wiegt 165 kg, hat den Schlagton es’’. Ihr Durchmesser beträgt 64,2 cm, sie trägt die Aufschrift O Land, Land, Land, höre des Herrn Wort. Die mittlere Glocke wiegt 226 kg, hat einen Durchmesser von 71,8 cm und den Schlagton des’’. Ihre Aufschrift lautet: Ich bin der Weinstock, ihr seid die Reben. Die größte Glocke hat einen Durchmesser von 86,7 cm, wiegt 396 kg, ist auf B’ gestimmt und trägt wie bereits eine ältere Glocke die Aufschrift Ehre sei Gott in der Höhe und Friede auf Erden.